# NGC 41

NGC 41

إن جي سي 41 (بالإنجليزية: NGC 41)‏ التي يرمز لها بالرمز NGC 41، هي مجرة، في كوكبة الفرس الأعظم.

## الاكتشاف
اكتشفت في 30 أكتوبر 1864، بواسطة ألبرت مارث.